# リンディータ・ハリミ
リンディータ・ハリミ（アルバニア語: Lindita Halimi、1989年3月24日 - ）は、コソボ出身の歌手である。2009年、第6回トップ・フェストで優勝、また2016年には第55回フェスティヴァリ・イ・ケンゲスで優勝し、翌2017年のユーロビジョン・ソング・コンテスト2017にてアルバニア代表を務める。

## 来歴
ユーゴスラビア（現・コソボ）のヴィティ / ヴィティナに生まれる。アルバニア版アイドルシリーズの第3期に出場したが、決勝入りはできなかった。2009年に第6回トップ・フェストで「Ëndërroj」を歌い優勝を果たす。同年、ケンガ・マジケ2009では「Të dua vërtet」は最優秀ロック曲、2010年のノタ・フェスト（Nota Fest）では最優秀パフォーマンスに選出される。2014年、第53回フェスティヴァリ・イ・ケンゲスには楽曲「S'të fal」で出場して3位となる。2016年、第55回フェスティヴァリ・イ・ケンゲスに楽曲「Botë」で出場して優勝を果たし、これにより2017年5月にウクライナ・キエフで行われるユーロビジョン・ソング・コンテスト2017のアルバニア代表に選出された。

## 受賞歴
| 年   | イベント                             | カテゴリ             | 楽曲                        | 結果       |
| ---- | ------------------------------------ | -------------------- | --------------------------- | ---------- |
| 2009 | トップ・フェスト2009                 | 総合                 | Enderroja                   | 受賞       |
| 2009 | ケンガ・マジケ2009                   | 最優秀ロック曲       | Të dua vërtet               | 受賞       |
| 2010 | ノタ・フェスト2010                   | 最優秀パフォーマンス | Supa Dupa Fly (feat. Big D) | 受賞       |
| 2010 | ノタ・フェスト2010                   | 総合                 | Supa Dupa Fly (feat. Big D) | 2位        |
| 2011 | ジュルマ・ショー賞2011               | 最優秀ダンス曲       | Kohen do ta ndal            | ノミネート |
| 2014 | 第53回フェスティヴァリ・イ・ケンゲス | 総合                 | S'të fal                    | 3位        |
| 2016 | 第55回フェスティヴァリ・イ・ケンゲス | 総合                 | Botë                        | 受賞       |